# Wegz
Wegz, de son vrai nom Amhed Ali, né en 1998  à Alexandrie, est un rappeur égyptien, considéré comme une star du monde musical arabe,.

## Style musical
Son rap mélange les styles électro, shaabi et mahraganat.